# Toni Hudson
Toni Hudson (9 november 1960), is een Amerikaans actrice. 
Hudson verscheen samen met Heather Locklear in haar eerste acteerklus, een commercial voor de Amerikaanse televisie. Al spoedig daarna kreeg ze een rolletje in de serie Capitol. Haar bekendste rol speelde ze wellicht in de film Just One of the Guys, waarin ze te zien was als Denise. Ook speelde ze gedurende haar carrière gastrollen in onder meer The Love Boat, The A-Team, Knight Rider en T.J. Hooker.
Ze deed samen met Tom Cruise auditie voor de film Harry & Son, geregisseerd door Paul Newman, die ook de hoofdrol in de film speelde. Zowel Cruise als Hudson werden gepasseerd voor hun respectievelijke rollen. 
In 2001 verscheen ze in de film Cahoots, een productie van ex-man Dirk Benedict, met wie ze van 1986 tot 1995 getrouwd was. Hudson hertrouwde met Judd Mintz, zij scheidden in 2011. Met Benedict kreeg ze in 1988 zoon George en in 1991 zoon Roland. Met Mintz kreeg ze in 2007 zoon Walker.

## Filmografie
- Capitol Televisieserie - Meid in station (Afl. onbekend, 1982)
- Young Doctors in Love (1982) - Bunny
- The Greatest American Hero Televisieserie - Meid bij videospelletje (Afl., Wizards and Warlocks, 1983)
- T.J. Hooker Televisieserie - Dorothy 'Star' Taylor (Afl., Sweet Sixteen and Dead, 1983)
- Cross Creek (1983) - Tim's vrouw
- Places in the Heart (1984) - Ermine
- Knight Rider Televisieserie - Maxine Fleming (Afl., Knight by a Nose, 1985)
- Just One of the Guys (1985) - Denise
- Prime Risk (1985) - Julie Collins
- School Spirit (1985) - Rita
- The A-Team Televisieserie - Dana Harmon (Afl., Blood, Sweat, and Cheers, 1985)
- The Love Boat Televisieserie - Rita (Afl., Good Time Girls/The Iron Man/Soap Star, 1985)
- Nothing in Common (1986) - Receptioniste
- Uninvited (1988) - Rachel
- Leatherface: Texas Chainsaw Massacre III (1990) - Sara
- Cahoots (2001) - Rol onbekend
- Out of These Rooms (2002) - Julie